# Proloboderus
Proloboderus is een geslacht van kevers uit de familie  
kniptorren (Elateridae).
Het geslacht is voor het eerst wetenschappelijk beschreven in 1912 door Fleutiaux.

## Soorten
Het geslacht omvat de volgende soort:
- Proloboderus crassipes Fleutiaux, 1912